# Гинар, Люк
Люк Гинар (фр. Luc Guinard; род. 1958) — французский шашист. Международный гроссмейстер(1983). Чемпион Франции (1981, 1983, 1985. Участник трёх чемпионатов мира (1982, 1984, 1986, лучший результат — 6 место в 1982).
Дебютировал в возрасте 15 лет.